# Senckenberg Naturmuseum
Das Senckenberg Naturmuseum (häufig auch Senckenberg Museum) in Frankfurt am Main ist eines der größten und bedeutendsten Naturkundemuseen Europas: Auf einer Ausstellungsfläche von zusammen ca. 6.000 m² werden hier mehrere tausend Exponate zu verschiedenen naturhistorischen und naturwissenschaftlichen Themen präsentiert. Das Museum ist eine Abteilung des Senckenberg Forschungsinstituts und Naturmuseums.

## Lage
Das Senckenberg-Museum befindet sich an der Senckenberganlage im Frankfurter Stadtteil Westend-Süd; an drei Seiten ist es vom Campus Bockenheim der Goethe-Universität umschlossen. Auf seinem Vorplatz befindet sich eine Nachbildung eines Tyrannosaurus rex.

## Überblick

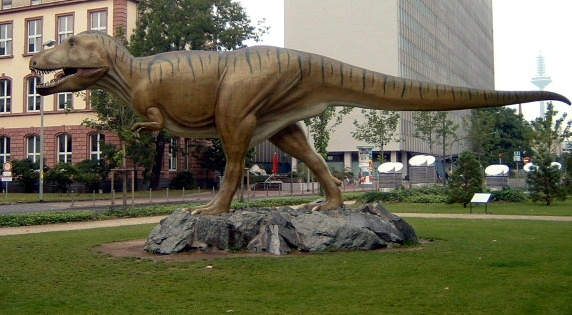
Sauriernachbildung vor dem Museum (2004)

Bei den Besuchenden, vor allem bei Kindern besonders beliebt sind die Dinosaurier-Skelette des Naturkundemuseums: Hier wird eine der umfangreichsten Ausstellungen von Großgruppensauriern in Europa gezeigt. Ein besonderer Schatz ist das Original eines versteinerten Edmontosaurus mit erhaltener, schuppiger Haut.
„Das Senckenberg“ beherbergt aber auch die mit rund 1.000 Präparaten weltweit größte und zugleich artenreichste Schausammlung von Vögeln und es verfügt z. B. auch über eine große Conchyliensammlung („Schalenweichtiere“, Muscheln z. B.). Dabei basiert ein Großteil der Sammlung auf Ankäufen oder Spenden von Privat-Sammelnden.
2010 wurden nahezu 517.000 Besuchende registriert, 2009 620.000, 2008 348.000. 
Als Forschungsmuseum ist das Senckenberg Forschungsinstitut und Naturmuseum Mitglied der Leibniz-Gemeinschaft – und im Zug einer Fusion sind seit dem 1. Januar 2009 die Naturhistorische Sammlungen Dresden und das Naturkundemuseum Görlitz mit dem Senckenberg Forschungsinstitut und dem Naturmuseum verbunden.

## Geschichte

### Anfänge
Der 1817 von 32 Frankfurter Bürgern gegründete Naturforschende Verein erhielt, unter anderem auf Anregung von Goethe, die Erlaubnis der Dr. Senckenbergischen Stiftung, den Namen Senckenbergs für seine Arbeit zu führen. Bereits 1821 wurde als Vorläufer des späteren Museumsbaus ein „Öffentliches Naturalienkabinett“ südöstlich des Eschenheimer Tors gegründet. Der neue Verein übernahm von der Stiftung Teile der Bibliothek und den Grundstock der Naturaliensammlung.

### Standortverlagerung
Am Anfang des 20. Jahrhunderts musste das Museum auf Druck der Stadtverwaltung Frankfurt am Main von seinem ursprünglichen Standort weichen – Das Senckenbergische Gelände, auf dem unter anderem auch das ursprüngliche Bürgerhospital, der Frankfurter Botanische Garten und ein anatomisches Institut errichtet worden waren, sollte mit Wohn- und Geschäftshäusern bebaut werden.
Das heutige Gebäude des Senckenberg-Museums wurde in den Jahren 1904–1907 auf freier Fläche außerhalb der Frankfurter Kernstadt nach Plänen des Architekten Ludwig Neher (1850–1916) errichtet, in unmittelbarer Nähe der erst 1914 gegründeten Johann Wolfgang Goethe-Universität. Bauherrin und bis heute Trägerin (sowie Mitbegründerin der Universität) war und ist die Senckenberg Gesellschaft für Naturforschung, die nur indirekt auf die Stiftung von Johann Christian Senckenberg aus dem Jahr 1763 zurückgeht. Am 13. Oktober 1907 wurde der Museumsneubau eingeweiht.

Das Museumsgebäude mit ursprünglichem Mansarddach, 1908
Treppenhaus, 1908
Festsaal, 1908
Foyer, Zeichnung, 1908
Foyer um 1908
Aufriss, 1908
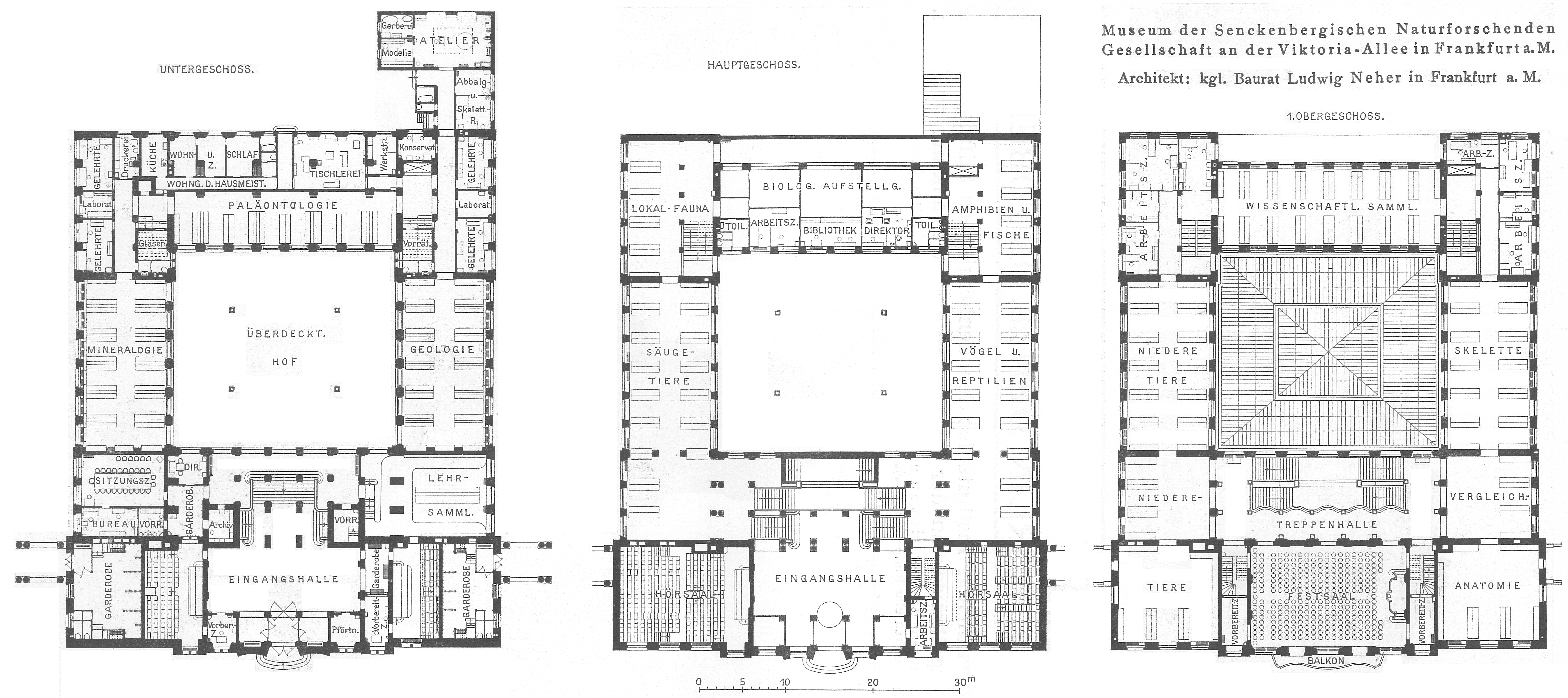
Grundrisse, 1908
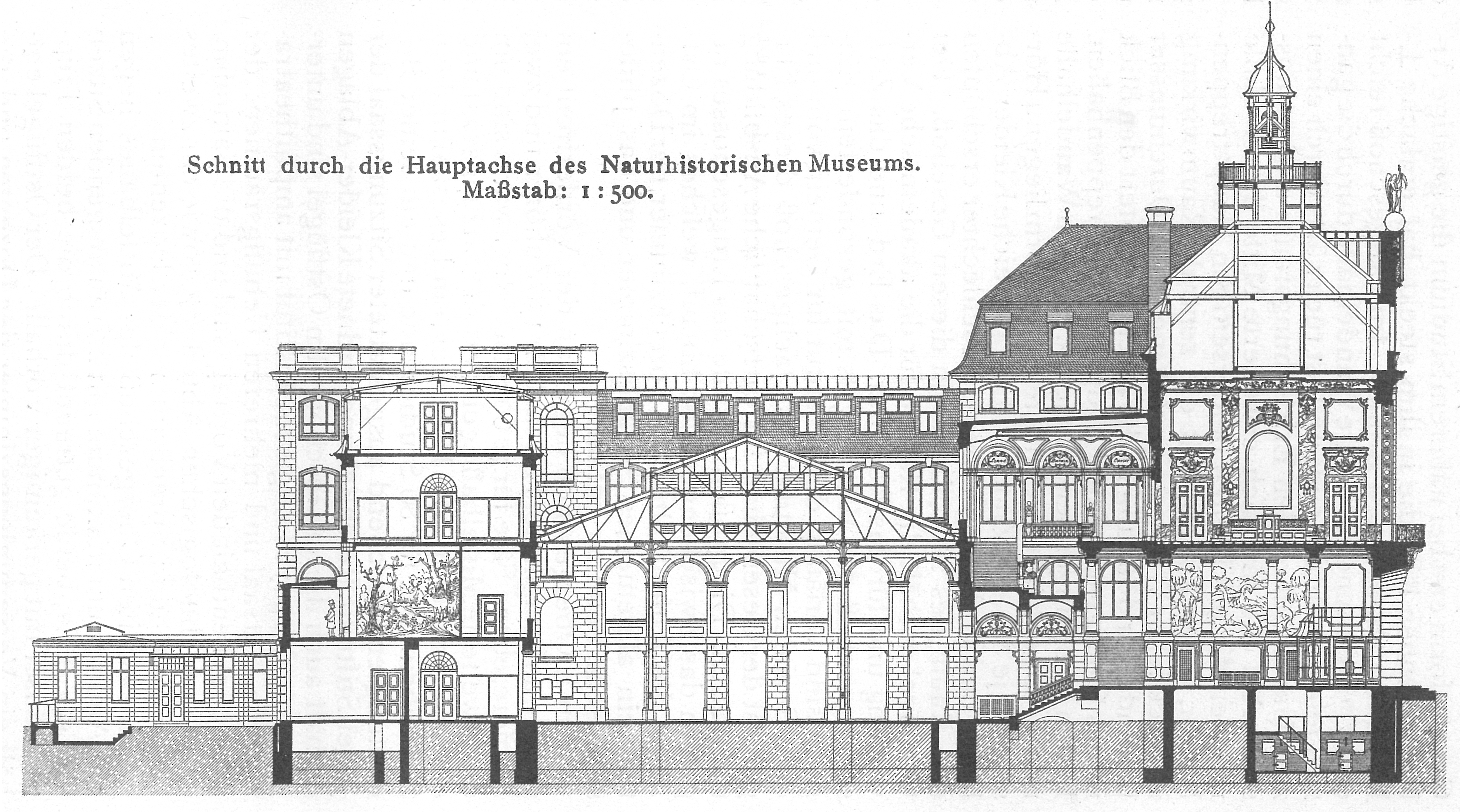
Querschnitt, 1908

### Auslagerungen im Zweiten Weltkrieg

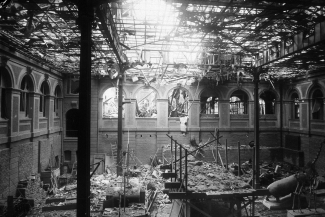
Lichthof nach Bombeneinschlag im März 1944

Das Museum wurde im März 1944 durch eine Bombe getroffen. Fenster, Türen und Schränke wurden zerstört. Schaustücke wurden daraufhin in Ausweichlagern untergebracht. In die Burg Hirschhorn am Neckar wurden Kästen mit Vögeln, Vogelbälgen und Säugetierfellen verlagert. Die ausgelagerten Schaustücke wurden ab dem 8. Juni 1948 auf Veranlassung der amerikanischen Militärregierung Wiesbaden, Abteilung Fine Arts and Monuments, in das Senckenberg-Museum zurückgeführt. Das Ausweichlager auf der Glauburg wurde durch Kampfhandlungen am 2. April 1945 zerstört.

### Ausbaupläne
Für die kommenden Jahre ist geplant, die Ausstellungsflächen des Museums erheblich zu erweitern. In einem ersten Schritt wurde Ende 2008 in Holzbauweise eine zusätzliche Ausstellungshalle im Hinterhof errichtet. Sie wurde 2014 wieder abgerissen. Dort soll ein Erweiterungsbau des Museums entstehen, in den auch ein neu zu errichtendes Planetarium integriert wird. Im neuen Museumskonzept sollen die Themen Mensch, Erde, Kosmos und Zukunft behandelt werden. Die Altbauten werden in ihrer Erscheinung durch den Architekten Peter Kulka stark verändert, obwohl sie unter Denkmalschutz stehen. Dies führte zu überregionalen Kontroversen um den Denkmalschutz.

## Die mythologische Dekoration des Giebels
Die auf der Fassade über dem Haupteingang dargestellten Figuren sind sowohl der griechischen als auch der römischen Mythologie entlehnt. Ganz oben, über der gesamten Fassade, thront Chronos. Er wird von zwei Putten begleitet und ist als Greis mit Stundenglas und Sense dargestellt – als Sinnbild für das Verrinnen der Zeit und für den Tod.
Links und rechts neben Chronos befinden sich – auf der Wölbung des Giebels – zwei Knaben, die Tiere in der Hand halten: der linke Knabe einen Vogel, der rechte einen Fisch – dies als Sinnbild für die Unterteilung der Welt in die Lebenssphären Luft, Meer und Erde.
Links neben den drei Giebelfenstern sitzt Europa auf einem Stier. Europa war eine Geliebte des Göttervaters Zeus, der sich in sie verliebte und sich ihr in Form eines Stiers näherte. Dieser Stier entführte Europa auf seinem Rücken nach Kreta, wo er sich in Zeus zurückverwandelte und mit ihr etliche Nachkommen zeugte. Europa ließ sich auf der Insel nieder, so dass ihre Geschichte als Sinnbild für „Ankunft“, „Niederkunft“ und „Besiedlung der Erde“ gedeutet werden kann und somit auch als Sinnbild für den terrestrischen Bereich.
Rechts neben den drei Giebelfenstern, auf der gleichen Ebene wie Europa, thront Poseidon, der Gott des Meeres, auf einem Hippokamp – einem Mischwesen aus Pferd (vorne) und Fisch (hinten).
Unmittelbar unter Chronos, innerhalb des halbrunden Reliefs aus rotem Sandstein, befindet sich unter anderem eine sitzende Frauengestalt, die auf ihrer Schreibtafel etwas notiert: Kalliope, eine der neun Musen. Sie war die Muse der epischen Dichtung, des Saitenspiels – und der Wissenschaft.

## Direktoren
- 1907–1909: Fritz Römer
- 1909–1934: Otto zur Strassen (nomineller Direktor; geschäftsführender Direktor von 1924 bis 1932 war Fritz Drevermann)
- 1934–1946: Rudolf Richter (seit 1932 zugleich geschäftsführender Direktor der Senckenbergschen Naturforschenden Gesellschaft)
- 1946–1959: Robert Mertens
- 1961–1978: Wilhelm Schäfer
- 1980–1995: Willi Ziegler
- 1995–2005: Fritz F. Steininger

## Leitung (ab 2006)
Bis 2005 war der Direktor des Senckenberg Forschungsinstituts in Frankfurt gleichzeitig Direktor des Naturmuseums. Durch das Wachstum der Senckenberg Gesellschaft wurde 2006 innerhalb des Frankfurter Instituts die Abteilung Museum gegründet und eine Stelle für deren Leitung eingeführt. Seitdem gibt es sowohl einen Institutsdirektor als auch eine Museumsleitung.
- 2006–2019: Bernd Herkner[10]
- 2019–2021: Eva Rossmanith (kommissarisch)[11]
- 2021–2024: Brigitte Franzen[12][13]
- Seit 1. Oktober 2024: Eva Roßmanith (kommissarisch)[14]

## Dauerausstellung

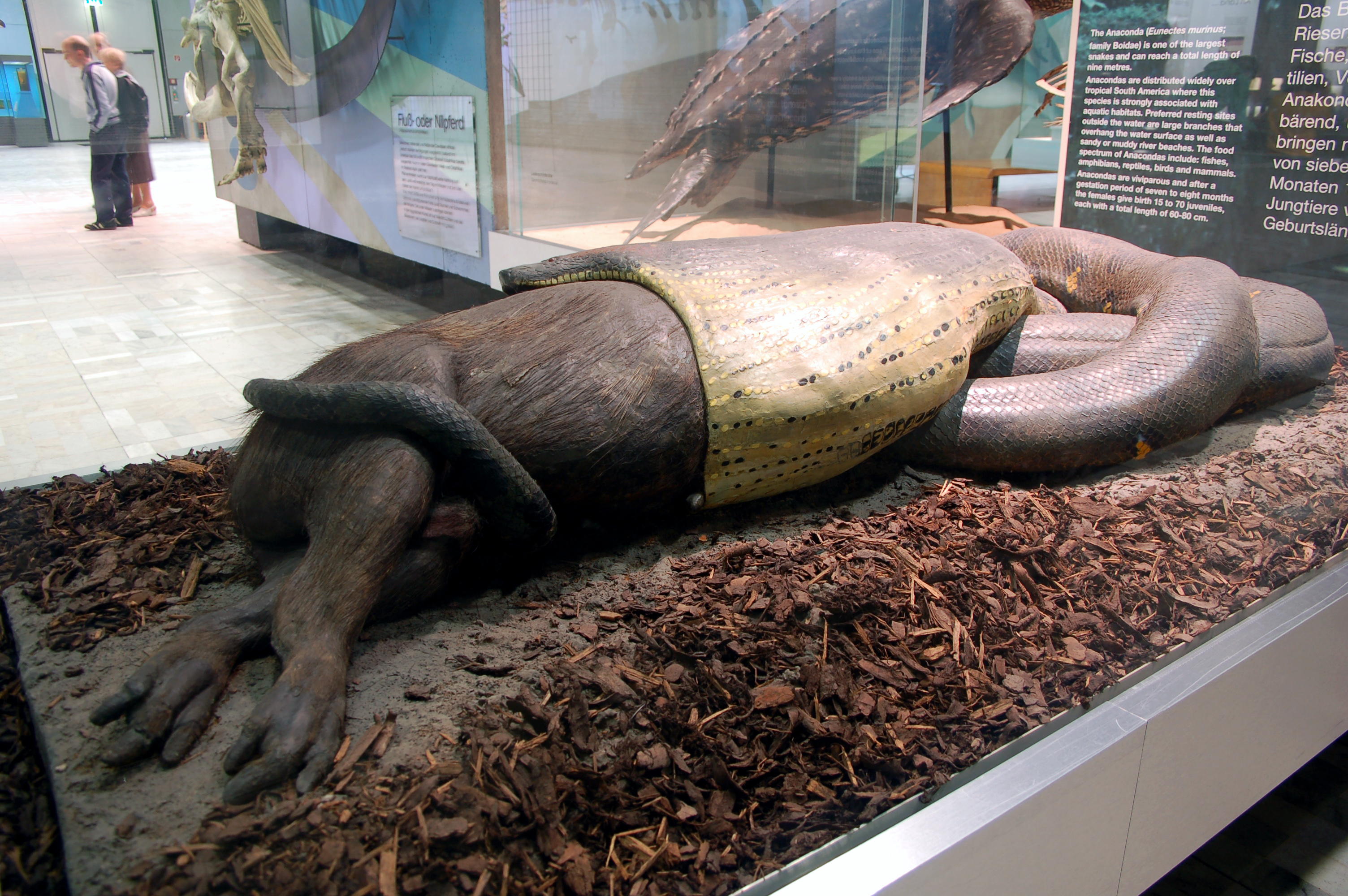
Präparat: Eine Große Anakonda verschlingt ein Capybara (2007)

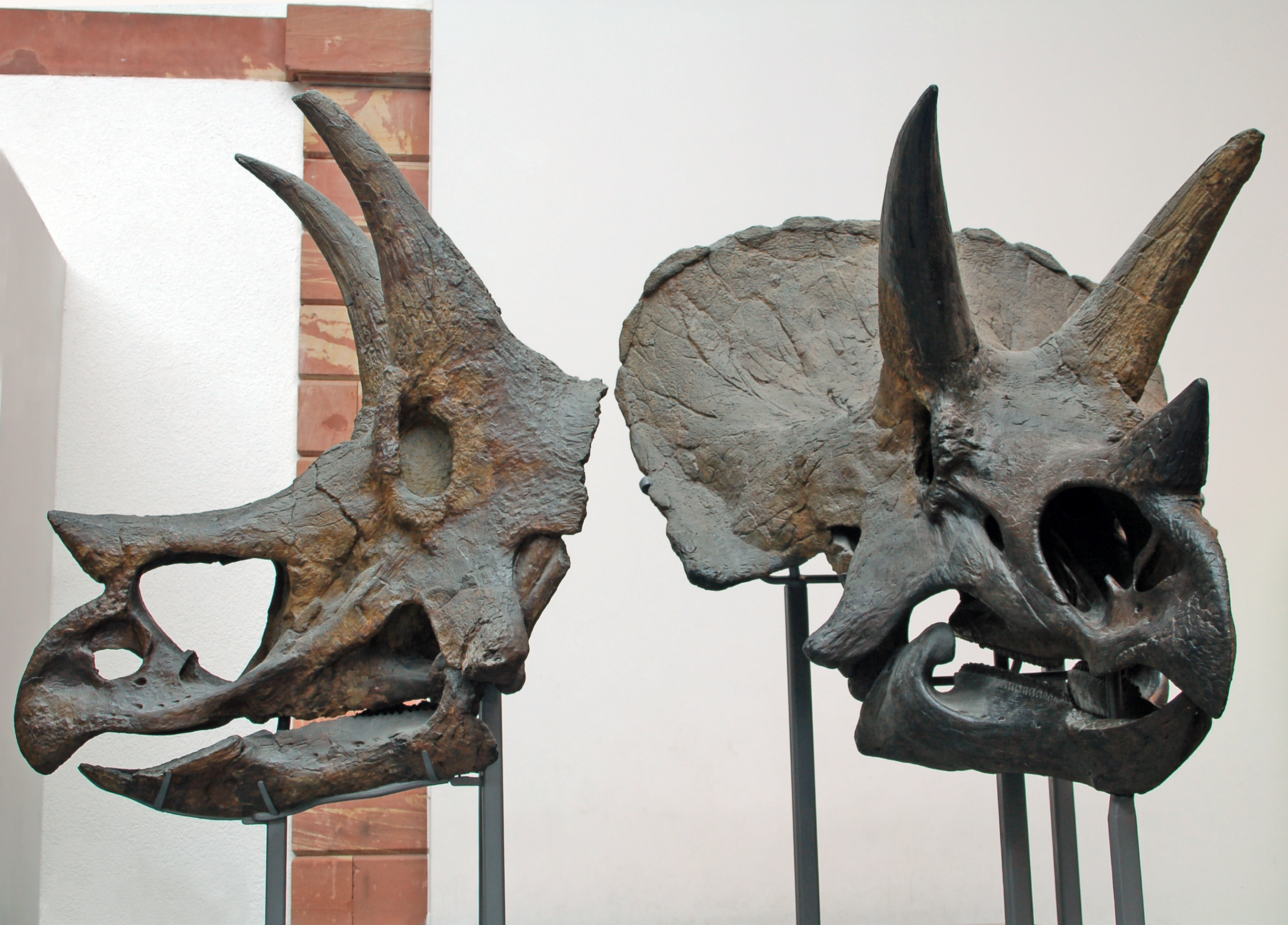
Originalschädel von Triceratops horridus, das vollständige Stück hat eine Länge von etwa 2,5 Metern (2007)

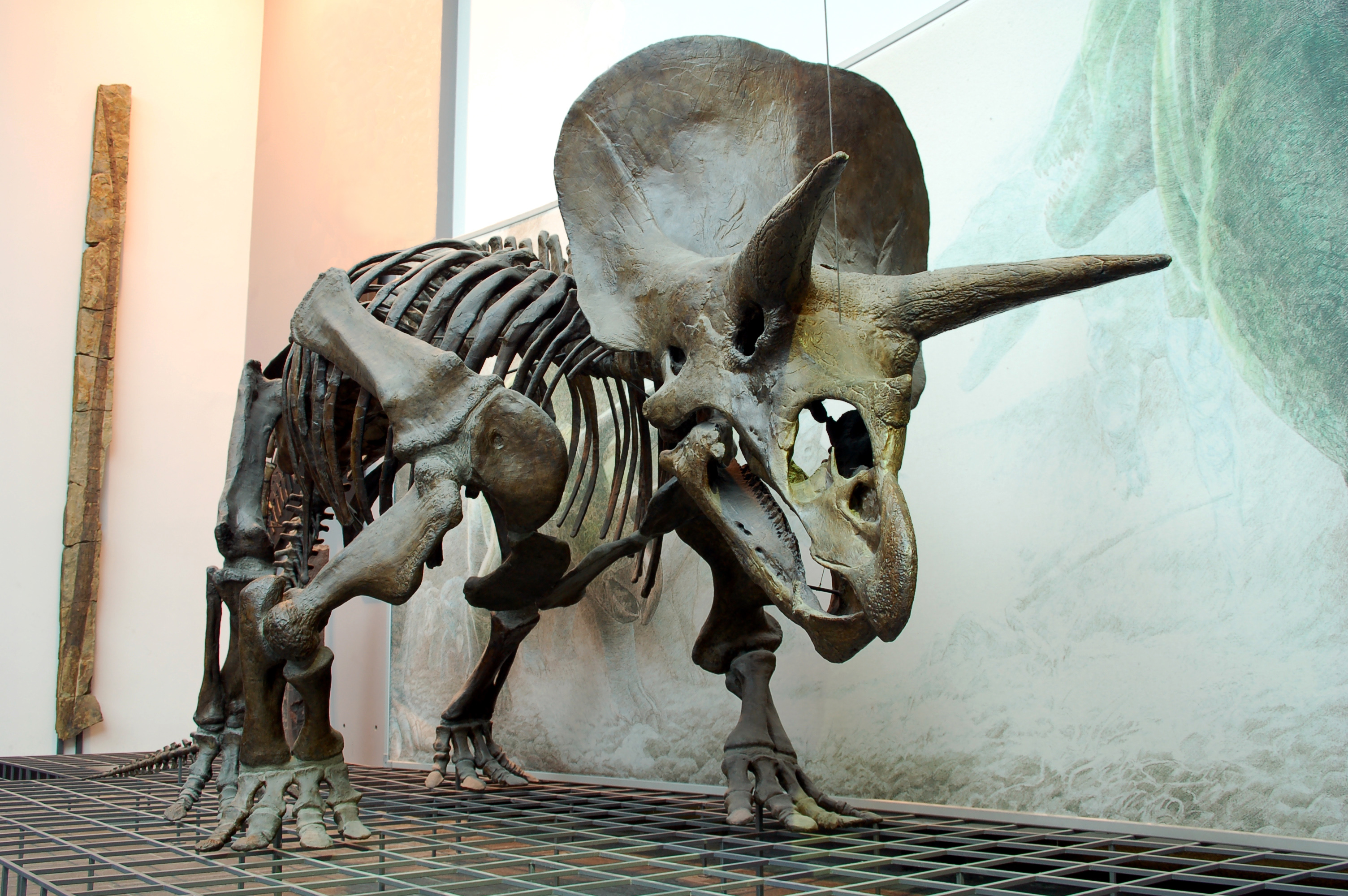
Rekonstruktion eines Triceratops-Skeletts (2007)

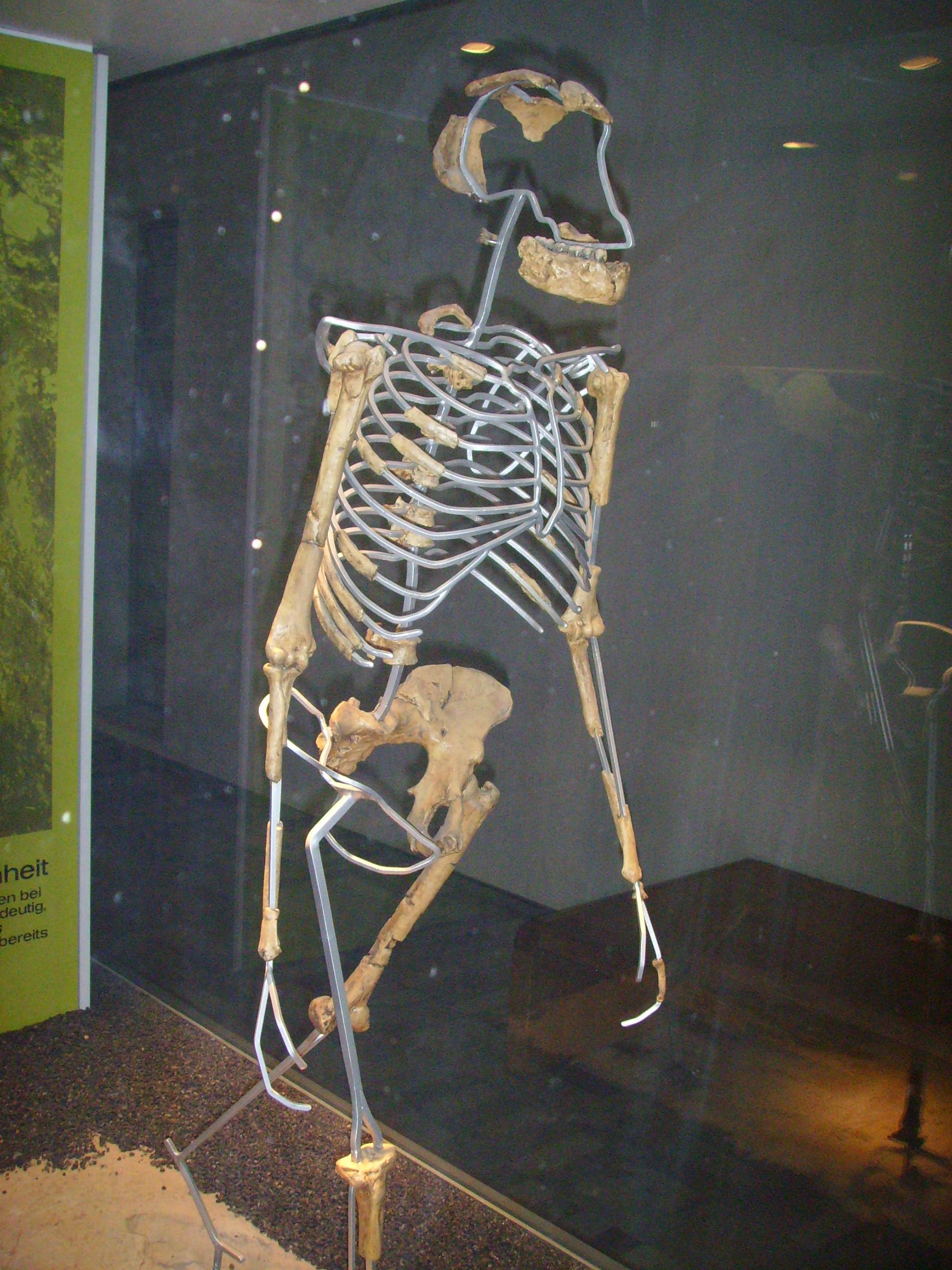
Eine Nachbildung von „Lucys“ Skelett (2006)

Heutzutage werden die Besuchenden bereits vor dem Gebäude von zwei Nachbildungen großer Dinosaurier empfangen, deren Äußeres anhand neuester wissenschaftlicher Erkenntnisse und in Originalgröße modelliert wurde.

### Erdgeschoss
Im Gebäude kann man der rekonstruierten, in den Boden eingelassenen Fährte eines Titanosaurus in den überdachten Lichthof mit Saurierskeletten folgen.

#### Erster Lichthof und Nebenräume
Die 18 präsentierten Arten sind die umfangreichste Ausstellung von Dinosauriern in Deutschland. Das größte Skelett ist ein 18 Meter langer Diplodocus aus dem Bone Cabin Quarry in Wyoming (USA). Das bis auf den Schädel aus originalen Teilen zusammengesetzte Skelett eines Sauropoden war der erste im Senckenberg Naturmuseum ausgestellte Dinosaurier und wurde der Senckenberg Gesellschaft für Naturforschung anlässlich der Eröffnung des neuen Museumsgebäudes an der Viktoria-Allee 1907 vom American Museum of Natural History überlassen.
Der Hadrosaurier Parasaurolophus mit dem gebogenen Schädelkamm, Psittacosaurus mit der deutlich herauspräparierten Beborstung im Schwanzbereich sowie dem gut sichtbaren fossilen Mageninhalt und Oviraptor auf den originalen Sauriergelegen gehören zu Europas größter Ausstellung von Großsauriern, zu der auch der Abguss eines „Quetzalcoatlus“ („Quetzi“), des größten bekannten Flugsauriers, zählt. Weitere Publikumsmagnete sind Kopien von Tyrannosaurus rex, Iguanodon und Triceratops aus der Oberkreide von Nordamerika, von dem auch zwei originale Schädel ausgestellt sind (Triceratops horridus aus der Lance-Formation, Wyoming). Das vollständige Exemplar ist das Wappentier des Senckenberg Naturmuseums. Von größter Seltenheit ist die fossile Mumie eines entenschnäbeligen Hadrosauriers.
In den Nebenräumen des Lichthofs, die in den 1970er Jahren neu gestaltet wurden, ist eine große Sammlung von Exponaten ausgestorbener Tiere aus allen erdgeschichtlichen Epochen ausgestellt. In Raum 6 werden fossile wasserbewohnende Wirbeltiere gezeigt, darunter Urpanzerfische (Ostracodermi), Knorpelfische, Knorpelganoiden und Quastenflosser. Des Weiteren besitzt das Senckenbergmuseum auch eine große Sammlung an wasserlebenden Sauriern wie dem Schlangenhalssaurier Peloneustes philarchus, Nothosauriern, Mosasauriern und Ichthyosauriern.

#### Zweiter Lichthof
Im zweiten Lichthof werden prähistorische und rezente Säugetiere gezeigt, vor allem aus den Ordnungen der Rüsseltiere und der Wale. Die auffälligsten Exponate sind das Skelett eines Finnwals und das des Urelefanten (Mastodont).
Im Übergang vom ersten zum zweiten Lichthof sind mehrere Exemplare des Urvogels Archäopteryx, das Skelett eines Höhlenbären sowie einige rezente große Reptilien zu sehen.

#### Historische Geologie
Im Untergeschoss des Nebenraums 9 (ehemals 7) aus den 1970er Jahren wird eine große Sammlung an Gesteinen und Mineralen gezeigt. Auch wird der Kreislauf der Gesteine anschaulich dargestellt. Darüber hinaus finden sich hier Fossilien von wirbellosen Tieren der Vorzeit, wie Schwämme, Brachiopoden, Bryozoen und Trilobiten. Zeitweilig werden auch größere Teile der Meteoritensammlung ausgestellt, welche etwa 2000 Meteorite aus der Sammlung des in Mainz tätigen österreichischen Physikers Heinrich Wänke (1928–2015) umfasst.
Die neuere Ausstellung zur Entwicklungsgeschichte der Erde und des Lebens in den Räumen 14 und 15 wird durch eine „Zeitmaschine“ ergänzt: Mit Hilfe eines großen Zeitrades kann man 750 Millionen Jahre in die Vergangenheit reisen – oder 250 Millionen Jahre in die Zukunft, was dem Besucher eine Vorstellung davon gibt, wie die Erde sich seit ihrer Entstehung verändert hat und verändern wird. Der schnelle Überblick über die Kontinentaldrift lässt sich zu den umgebenden Stationen der Erdgeschichte in Bezug setzen, so dass unter anderem gut nachvollziehbar wird, warum heute in Gesteinen im Binnenland fossile Meerestiere zu finden sind.

#### Grube Messel
Im Untergeschoss des Raumes 15 sind Fossilien und Lebendrekonstruktionen von Reptilien, Fischen und Säugetieren aus dem Eozän zu sehen, die im Weltnaturerbe Grube Messel gefunden wurden. Darunter befinden sich Fledermäuse, das Urpferdchen Eurohippus und die frühe Pferdeart Propalaeotherium hassiacum, die vor ca. 50 Millionen Jahren lebte und eine Schulterhöhe von nur 55 bis 60 Zentimetern hatte.

### Erstes Obergeschoss
Im ersten Obergeschoss befinden sich mehrere Räume mit trockenpräparierten („ausgestopften“) Vögeln und Säugetieren in historischen Vitrinen aus dem frühen 20. Jahrhundert. Sie sind bis heute noch nicht erneuert worden und stellen damit faktisch ein „Museum im Museum“ dar. Unter anderem kann man dort eines von noch 23 erhaltenen Exemplaren des seit 1883 ausgestorbenen Quaggas, einem ausgestorbenen Steppenzebra, sehen. Es wird auch ein Balg des ausgestorbenen Riesenalken (Pinguinus perennis) gezeigt. Die Vögel und Säugetiere werden entsprechend der biologischen Systematik dieser Wirbeltierklassen präsentiert.
Neu gestaltet wurden die Räume mit Reptilien und Amphibien sowie zur Evolution der Pflanzen, die zahlreiche Fossilien altertümlicher Pflanzenarten aus dem Devon und dem Karbon enthalten. Auch wird der Landgang der Pflanzen erläutert.
Die zur Wiedereröffnung nach dem Umbau 2003 neu konzipierte Reptilienausstellung nimmt sich, neben der Artenvielfalt der Reptilien und Amphibien, auch des Themas Naturschutz an: Ein von Senckenberg-Wissenschaftlern initiiertes Leguan-Schutzprojekt in Utila in Honduras wird ebenso dargestellt wie die Möglichkeiten, im eigenen Garten Lebensbedingungen für heimische Reptilien und Amphibien zu schaffen. Ein begehbarer Baum eines tropischen Regenwaldes bietet Einblicke in verschiedene Zonen des Regenwaldes vom Bodengrund bis zur Baumkrone, um die Lebensräume der exotischen Reptilien erfahrbar zu machen.
Eine weitere Dauerausstellung im ersten Obergeschoss beschäftigt sich unter dem Motto „Riesen und Zwerge“ mit besonders großen und besonders winzigen Lebewesen.

#### Evolution des Menschen
Einzigartig in Europa ist der in aufrechter Körperhaltung montierte Abguss des Skeletts von „Lucy“, eines der am vollständigsten erhaltenen Skelette eines Australopithecus afarensis.
Wegen der Umbauarbeiten wird dieses Skelett derzeit im ersten Obergeschoss gezeigt.

### Zweites Obergeschoss
Im zweiten Obergeschoss befinden sich die in den 1980er Jahren neu gestalteten Ausstellungsräume für Insekten, Fische und marine Wirbellose. In einem langen Gang sind Dioramen mit einheimischen Säugetieren zu sehen. In weiteren Räumen werden Sonderausstellungen gezeigt. Außerdem wurde hier ein Bistro eingebaut.
Mitte April 2024 öffnet das Museum seine neue Dauerausstellung Natur + Medizin – Welche Naturstoffe sind medizinisch wirksam?

## Sonder- und Wechselausstellungen
- Körperwelten der Tiere (15.10.2011 – 15.03.2012)
- Faszination Spinnen (03.03.2012 – 03.06.2012)
- Wunderkammer Wissenschaft (15.05.2012 – 02.06.2012)
- Bernhard Grzimek und sein Erbe für Frankfurt und die Welt – 40 Jahre Welterbekonvention (05.07.2012 – 19.07.2012)
- Was tun? Über den Sinn menschlicher Arbeit (01.05.2012 – 16.09.2012)
- Weltbewegend – Alfred Wegeners Theorie wird 100 (06.01.2012 – Ende 2012)
- Licht und Farbe (05.10.2012 – 13.01.2013)
- Plakatausstellung der Fachhochschule Mainz (12.04.2013 – 28.04.2013)
- Zimmer mit Einsicht. Philosophische Idenn im Modell (03.05.2013 – 09.06.2013)
- Arthur von Weinberg – Unternehmer, Stifter, Senckenberger (19.07.2013 – 03.11.2013)
- Zwischen den Welten: Naturschutz an Meer und Küsten (08.08.2013 – 01.09.2013)
- Mechanische Tierwelt (14.11.2013 – 23.02.2014)
- 7 Milliarden andere. Video-Ausstellung von Yann Arthus-Bertrand (14.03.2014 – 21.09.2014)
- „Architektier“. Fotoausstellung von Ingo Arndt (02.10.2014 – 11.01.2015)
- Grasland, Yaks und wilde Pferde – Von Tibet bis in die Wüste Gobi (05.12.2014 – 19.04.2015)
- „Pferde“. Fotoausstellung von Yann Arthus-Bertrand (16.01.2015 – 15.03.2015)
- Form folgt Fuß – Georg Hermann von Meyer (1815-1892) und die Schuhreform (24.04.2015 – 19.07.2015)
- „Weltbilder“. Die Fotoausstellung des Terra Mater Magazins (30.04.2015 – 28.05.2015)
- Senckenbergs verborgene Schätze (17.07.2015 – 10.01.2016)
- 365 Augen – Blicke des Leben (30.07.2015 – 31.10.2015)
- Nabel der Welt (13.11.2015 – 31.01.2016)
- Das ist doch noch kein Alter! Meine Zukunft in Frankfurt gestalten (05.02.2016 – 24.04.2016)
- Handy Metamorphosen. Fotoausstellung von Wilma Nyari (28.04.2016 – 17.07.2016)
- Spinnen (15.07.2016 – 08.01.2017)
- Die dünne Haut der Erde – Unsere Böden (20.01.2017 – 23.07.2017)
- Archaeopteryx Nr. 11 – Der Urvogel zu Besuch im Senckenberg (06.06.2018 – 31.12.2020)
- Korallenriffe – bedrohte Schätze der Ozeane (08.06.2018 – 31.05.2019)
- Trees of Life – Erzählungen für einen beschädigten Planeten (10.10.2019 – 16.02.2020)
- Making Crises Visible (12.02.2020 – 02.06.2020)
- Zukunft gestalten – Wie wollen wir leben? (28.05.2019 – 30.09.2020)
- Edmonds Urzeitreich – Eine Dinograbung in Frankfurt (04.06.2020 – 25.10.2020)
- Katastrophe im Film – Ein Faktencheck (14.07.2021 – 09.01.2022)
- Klimawissen schaffen – Was die Vergangenheit über die Zukunft weiß (21.10.2022 – 16.07.2023)
- Wälder. Von der Romantik in die Zukunft (16.03.2024 – 11.08.2024)[18]

## Veranstaltungen
Das Senckenberg-Museum bietet Mittwoch abends Vorträge und Führungen (in der Regel kein Aufpreis zum Eintritt) über naturwissenschaftliche Themen an. Außerdem können Führungen für Schulklassen zu verschiedenen Themen (z. B. Evolution, Biodiversität und Erdgeschichte) gebucht werden.